# Mediatore marittimo
Quella di mediatore marittimo (in lingua inglese shipbroker) è una professione del settore dei trasporti che si occupa principalmente del mercato dei noli, rivolgendo le proprie funzioni in particolare alla conclusione e al perfezionamento dei contratti di utilizzazione e di compravendita delle navi. Tra i vari compiti stabilisce il prezzo, negozia la vendita con i potenziali acquirenti, pubblicizza la barca, la prepara per la vendita e la mostra ai visitatori. Si occupa, infine, di gestire le pratiche amministrative annesse.

### Fonte normativa italiana
- Regio decreto 16 marzo 1942, n. 262, artt. 1754-1765 del Codice civile, libro IV, titolo III, capo XI (Della mediazione).
- Legge 12 marzo 1968, n. 478, in materia di "Ordinamento della professione di mediatore marittimo."
- Decreto legislativo 8 luglio 2005, n. 171, articolo 51, in materia di "Codice della nautica da diporto."

### Fonte normativa europea
- Decreto legislativo 11 settembre 2007, n. 206, in materia di "Attuazione della direttiva 2005/36/CE relativa al riconoscimento delle qualifiche professionali."

### Saggi
- Umberto Costa, Eugenio De Paolis, Ennio Palmesino. Il mediatore marittimo, Bozzi Editore, 2004.